# 인정사망
인정사망(認定死亡)이란 관공서의 보고에 의하여 사망한 것으로 취급하는 제도이다.
가족관계의 등록 등에 관한 법률 제87조의 규정에 의거 사망의 확증(시체 확인 등)은 없지만 사망한 것이 확실하다고 생각되는 경우(수난,화재,사변 등)에는 그것을 조사한 관공서의 사망보고에 기하여 가족관계등록부에 사망의 기재를 하게 됨으로써 사망한 것으로 인정하는 제도이다.
호적부의 기재사항은 이를 번복할 만한 명백한 반증이 없는 한 진실에 부합하는 것으로 추정되고, 특히 가족관계등록부의 사망기재는 쉽게 번복할 수 있게 해서는 안되며, 그 기재내용을 뒤집기 위해서는 사망신고 당시에 첨부된 서류들이 위조 또는 허위조작된 문서임이 증명되거나 신고인이 공정증서원본불실기재죄로 처단되었거나 또는 사망으로 기재된 본인이 현재 생존해 있다는 사실이 증명되고 있을 때, 또는 이에 준하는 사유가 있을 때 등에 한해서 가족관계등록부상의 사망기재의 추정력을 뒤집을 수 있을 뿐이고, 그러한 정도에 미치지 못한 경우에는 그 추정력을 깰 수 없다 할 것이므로, 호적상 이미 사망한 것으로 기재되어 있는 자는 그 가족관계등록부상 사망기재의 추정력을 뒤집을 수 있는 자료가 없는 한 그 생사가 불분명한 자라고 볼 수 없어 실종선고를 할 수 없다.